# Telepinu (mitologia)
Telepinu era una divinitat hitita considerat el déu de l'agricultura o de les collites. Sembla que havia estat una antiga divinitat dels hatti.

## Mite de Telepinu
És un dels pocs mites que s'han conservat del món hitita. El tema és un "déu desaparegut", una divinitat que va abandonar el seu poble i va marxar cap a un lloc desconegut. Era fill del déu de les Tempestes Tessub, i de la deessa del Sol Arinnitti. Es conserven diversos fragments de la seva història i pel que s'ha pogut reconstruir, per alguna raó Telepinu es va enfadar, es va posar les sabates i va marxar del seu territori. Les collites es van fer malbé, les ovelles i les vaques van rebutjar les seves cries, i els déus i els homes morien de gana. El déu de les Tempestes es va preocupar molt i va enviar una àliga a buscar el seu fill, però no el va trobar. Tessub va marxar personalment a buscar-lo, però tampoc el va trobar. Finalment, una abella va rebre l'ordre de trobar-lo i el va veure en un prat aparentment adormit. L'abella el va picar a les mans i als peus, i al despertar-se encara estava més furiós. Irat, va desencadenar terribles tempestes, llamps i trons, riuades que destruïen les cases, ofegaven els ramats, devastaven els camps i portaven als homes al desastre. Els déus van enviar Kamrusepa, la deessa de la màgia, per a tranquil·litzar-lo i fer-lo tornar a casa. La deessa va fer un ritual que va calmar la ira del déu i així va poder tornar. Mentre tornava, deixava oli i mel al seu pas.
Trevor Bryce creu que es representava un ritual cada any, al principi de la primavera, al pati d'un temple o a un santuari a l'aire lliure per a garantir que després de l'estació de l'hivern, les collites i els ramats tornarien a créixer, i que el text explica el cicle de les estacions. El compara amb la creença de la mitologia grega de la recerca que va fer Demèter de la seva filla Persèfone, quan va ser portada a l'inframón. Segons els hitites, la desaparició i tornada de Telepinu, déu de la vegetació, es referia al canvi estacional. La utilització de la màgia en aquest cas assegura el retorn del déu, i segurament a les cerimònies, s'abocava mel i oli al final de les pregàries per a facilitar la tornada de Telepinu.